# Несвіч-Волинський
Не́свіч-Воли́нський — проміжна залізнична станція Рівненської дирекції Львівської залізниці.
Розташована на східній околиці села Несвіч Луцького району Волинської області на лінії Підзамче — Ківерці між станціями Гнідава (17 км) та Сенкевичівка (16 км).
Станція виникла 1925 року при будівництві залізниці Луцьк — Підзамче.
Зупиняються лише приміські потяги. Приміське сполучення представлене двома парами дизель-потягів та одним рейковим автобусом.